# Adolph Wagner

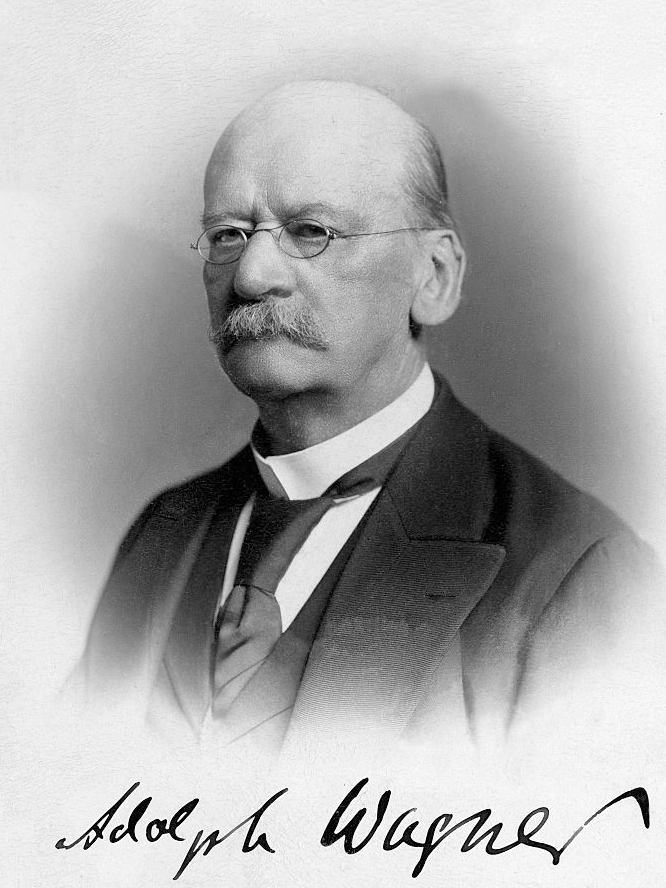
Adolph Wagner, 1899.

Adolph Heinrich Gotthilf Wagner, född 25 mars 1835 i Erlangen, död 8 november 1917 i Berlin, var en tysk nationalekonom och politiker. Han var son till Rudolf Wagner och bror till Hermann Wagner.
Wagner promoverades till filosofie doktor i Göttingen på avhandlingen Beiträge zur Lehre von den Banken (1857), blev 1858 professor i nationalekonomi och finansvetenskap vid Handelsakademien i Wien, där han med särskilt avseende på aktuella bank- och myntfrågor författade och utgav bland annat Das neue Lotterieanlehen und die Reform der oesterreichischen Nationalbank (1861), det såsom klassiskt ansedda arbetet Die Geld- und Credittheorie der Peelschen Bankacte (1862), Die oesterreichische Valuta (samma år) samt Die Ordnung des oesterreichischen Staatshaushaltes (1853). Redan dessa arbeten gjorde honom till en auktoritet i penning- och bankfrågor och han fick stort inflytande i den tyska rikspolitiken inom dessa områden, bland annat med hänsyn till regleringen av Tyska riksbankens sedelutgivningsrätt och sedeltäckning. 
År 1863 flyttade han till Hamburg, där han fått plats som lärare vid Kaufmännische Fortbildungs-Anstalt och 1864 utgav ett teoretisk-statistiskt arbete, Die Gesetzmässigkeit in den scheinbar willkürlichen menschlichen Handlungen. År 1865 blev han professor i statistik i Dorpat, där han författade Beiträge zur Finanz-Statistik des Schulwesens der Ostsee-Gouvernements (1866) och Die russische Papierwährung (1868). År 1868 blev han professor i Freiburg im Breisgau, men kallades redan 1870 som professor i statsvetenskap till Berlin, där hans verksamhet som lärare och författare bland annat föranledde hedersledamotskap i en mängd utländska vetenskapliga samfund (av Kungliga Vetenskapsakademien 1917). Åren 1882–1885 var han (frikonservativ) medlem av preussiska deputeradekammaren, där han särskilt – dock utan framgång – framträdde som kraftig förkämpe för tobaksmonopol för statens räkning såsom ett finansiellt medel att genomföra vittgående socialpolitiska reformer. År 1909 blev han verkligt geheimeråd (excellens) och 1910 ledamot av herrehuset (Första kammaren). 
Förutom åtskilliga mindre arbeten och tidskriftsuppsatser utgav han efter ankomsten till Berlin sina mest betydande verk, System der Zettelbankpolitik (två delar, 1870–1873) och Lehrbuch der politischen Oekonomie (i senare upplaga kallad "Lehr- und Handbuch"), en nationalekonomisk läro- och handbok, varav han själv författade del I, "Grundlegung der politischen Oekonomie" (1879; ny upplaga 1892–1894), och delarna V–VII, innehållande en fullständig "Finanzwissenschaft" (1877–1883; nya upplagor 1883–1891 och delvis 1901 och 1910). Dessutom behandlade han i Gustav von Schönbergs "Handbuch der politischen Oekonomie" läran om kredit- och bankväsen, försäkringsväsen samt vissa delar av finansvetenskapen, liksom i "Handwörterbuch der Staatswissenschaften" artiklarna Staat in nationalökonomischer Hinsicht och Die volkswirtschaftliche Prinzipienfrage der Rechtsordnung des Grund und Bodens. Theoretische Sozialökonomik (1907) utgör en sammanfattning och bearbetning av "Grundlegung"; som dess andra avdelning utkom Sozialökonomische Theorie des Kommunikations- und Transportwesens och Sozialökonomische Theorie des Geldes und Geldwesens (två band, 1909).
Bland Wagners många mindre skrifter kan nämnas Elsass und Lothringen und ihre Wiedergewinnung für Deutschland (sjätte upplagan 1870–1871), Die akademische Nationaloekonomie und der Sozialismus (tal vid tillträde av rektoratet vid Berlins universitet 1895; svensk översättning "Katedersocialismen om socialismen") och Agrar- und Industriestaat (1901; utvidgad upplaga 1902), i vilken han gjorde sig till förespråkare för agrartullar ur statsintressets synpunkt. Han visade stort intresse för aktuella problem och deltog i dagsfrågorna med polemisk skärpa, något som även präglade hans undervisning, som alltid samlade mycket betydande åhörarskaror. Han använde i hög grad historiska och statistiska undersökningar och fakta, bland annat i finansläran, men framför allt hävdade han vetenskapens rätt att redan på grund av hittills samlade observationer söka formulera allmänna ekonomiska lagar och strängt systematisera sitt innehåll.
I striden mellan den tyska nya historiska skolan och den österrikiska skolan intog han en förmedlande ställning och bidrog genom strängt fasthållande av teoretiska principer att motverka en ensidig "historismus". I fråga om statens roll i det ekonomiska samhällslivet förändrades hans åsikter med tiden betydligt; från att vara nära nog en anhängare av laissez faire-principen, efter sina lärofäder Robert von Mohl och Karl Heinrich Rau, blev han, efter vad det förefaller, till stor del under inflytande av Johann Karl Rodbertus, vars litterära kvarlåtenskap han delvis publicerade, och Albert Schäffle, av vars tidskrift han var medredaktör, 1878–1886, en tämligen avancerad statssocialist. Han betonar i senare skrifter uttryckligen, att de åsikter han tidigare uttalat, till exempel ännu i den 1870 utgivna skriften Die Abschaffung des privaten Grundeigenthums, varit alltför "individualistiska"; och ur den 1873 stiftade Verein für Socialpolitik, till vilken han varit initiativtagare, utträdde han 1877, då majoriteten inom denna förening i alltför hög grad ägnade sig åt lärda utläggningar, medan han krävde handlingskraftig statssocialism. Han inträdde 1881 i Christlich-soziale Partei och blev dess vice ordförande, tills han utträdde 1896. 
Wagner försökte systematisera motiven för det ekonomiska handlandet, men höll fast vid egenintresset som ledande och ansåg underkännandet av detta var ett av socialismens grundmisstag, medan han å andra sidan ville strängt underordna privatintressena i det ekonomiska samhällslivet under allmänintresset, företrätt av rättsstaten; han analyserade de nationalekonomiska begreppen jord och kapital ingående; han skilde jordbruksmark, skogsmark, gruvfyndigheter, vatten o.s.v., förordande privat äganderätt i fråga om den förra, men vittgående inskränkningar i den privata dispositionsrätten över de senare; skillnaden mellan realkapitalet i samhällelig mening, som kan ökas endast genom produktionens framsteg, företagsamhet och sparsamhet, och förvärvskapital i privatekonomisk mening, på vilket somliga kunna rikta sig genom andras förluster, betonade han starkt; framstegen i välstånd underordnade han strängt befolkningslagen ("So behält Malthus im allen wesentlichen Recht"), vars ringaktande han räknade till socialismens svagheter; i finansvetenskapen, inom vilken han kom att inta en lika auktoritativ ställning som i penning- och bankvetenskapen, införde han den så kallade socialpolitiska beskattningsprincip en utjämning av den bestående förmögenhetsfördelningen bland annat genom höga arvsskatter; i den tyska finanspolitiken medverkade han bland annat till införandet av progressiva inkomst- och förmögenhetsskatter.

## Wagners lag
Adolph Wagner är känd för sin lag som postulerar att statsutgifterna ökar som en konsekvens av den ekonomiska utvecklingen sett över en längre tid.